# 平松神社 (鹿児島市)

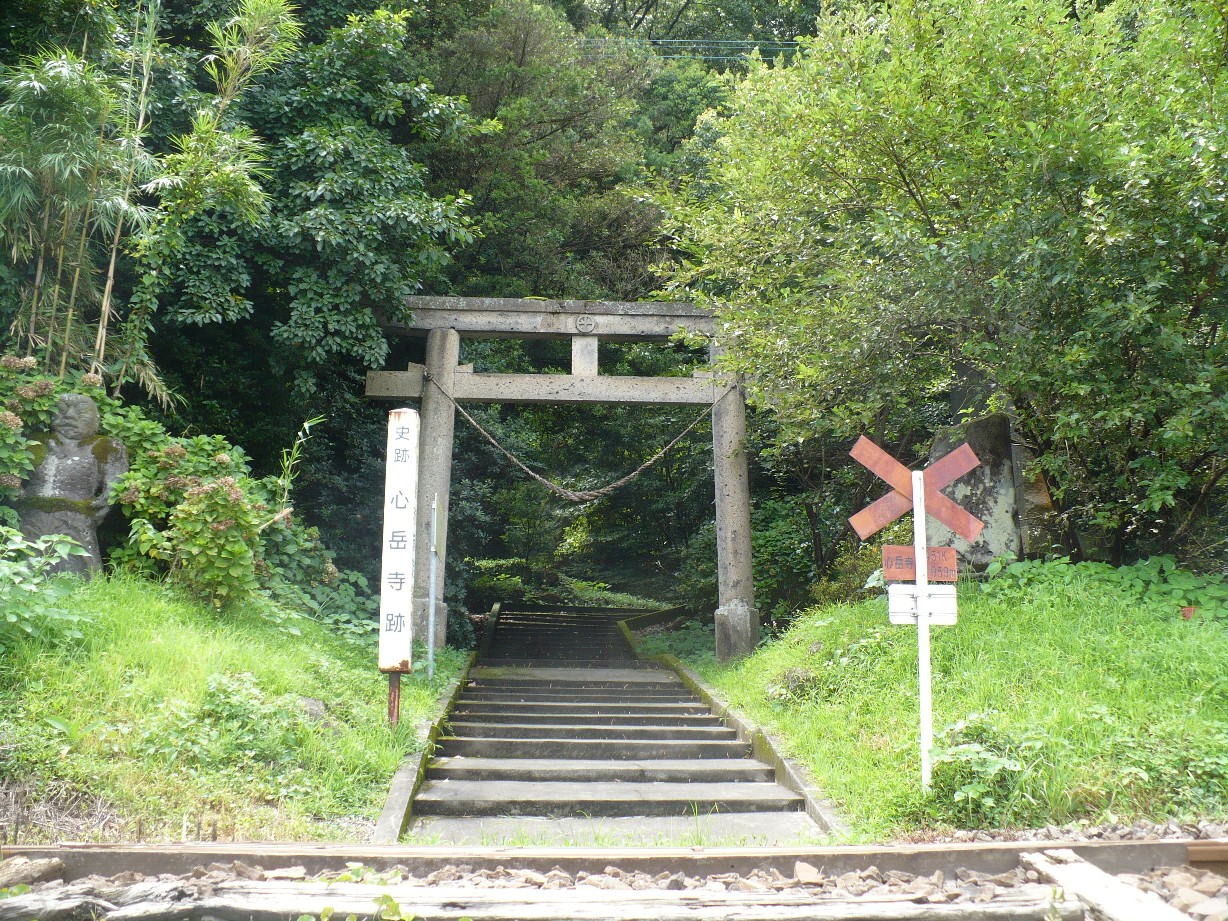
鳥居。手前に日豊本線を横切る

平松神社（ひらまつじんじゃ）は鹿児島県鹿児島市吉野町にある神社。

## 由緒
明治初期の廃仏毀釈により廃寺となった心岳寺跡に造営された。

## 境内
境内に隣接する墓地には、島津歳久及び殉死者27名の墓石のほか、心岳寺の歴代僧侶や関ヶ原の戦いに島津義弘に属して活躍した川上忠兄の墓石がある。また、心岳寺の僧侶であった萬年和尚が建立した大崎観音（石像）があり、かつて、鹿児島、帖佐、重富、加治木、国分、福山の人々が1年ごとに順に寺僧を請って供養をしていた。

## 心岳寺参り
かつて、歳久の最期を偲び慰霊のため島津歳久の命日である旧暦7月18日に心岳寺参りとして多くの拝観者が心岳寺へ訪れた。心岳寺参りは、平松神社にも引き継がれ、8月17日・18日に多くの参拝者で賑わった。国鉄日豊本線には、竜ケ水駅 - 重富駅間に参拝者向けの駅として心岳寺仮乗降場が存在していた（心岳寺参りの行われる8月、9月のみの営業だった）。戦後、心岳寺参りは急速に減少し、心岳寺仮乗降場も1967年をもって廃止された。

## 文化財
境内は、心岳寺跡として鹿児島市の史跡に指定されている（平成12年（2000年）10月12日指定）。

## 所在地
鹿児島県鹿児島市吉野町10691

## 交通アクセス
- JR九州日豊本線竜ケ水駅から徒歩1時間
- 南国交通 - 「10号線方面」平松バス停に下車。北へ徒歩5分
- 自動車 - 鹿児島中央駅から国道10号に沿って20分ほど